# انجمن الکتروشیمی آمریکا

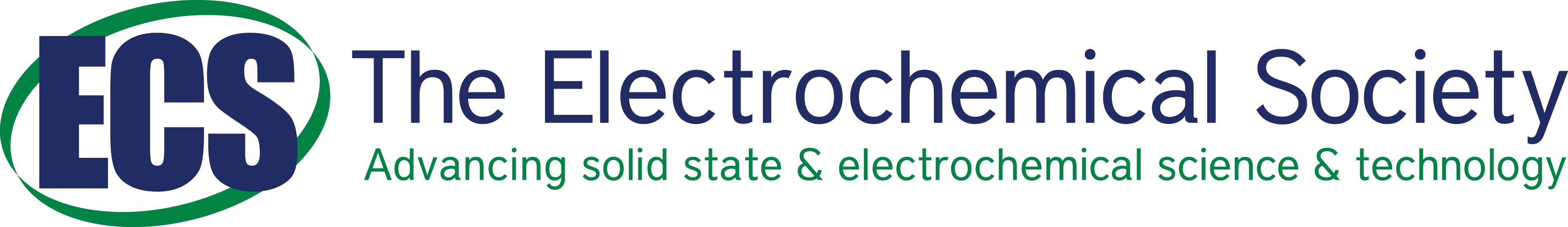
لوگوی انجمن الکتروشیمی آمریکا

انجمن الکتروشیمی آمریکا (به انگلیسی: The Electrochemical Society) معتبرترین انجمن علمی دنیا در مقوله الکتروشیمی است. این مجموعه دانشمندان مختلف که در زمینه‌های خوردگی، آبکاری، آلیاژها و تولید فلزات، باتری‌ها، پیل سوختی و همه موضوعات مرتبط با الکتروشیمی فعالیت می‌کنند را گرد هم آورده است. این انجمن علمی بزرگ در سال 1902 در نیوجرسی در آمریکا تأسیس شده و امروزه بیش از 8000 عضو الکتروشیمیست از 70 کشور دنیا دارد. مجله علمی ECS با عنوان Journal of The Electrochemical Society یکی از معتبرترین ژورنال‌ها پیرامون پیشرفت‌های علمی در زمینه‌های مرتبط با الکتروشیمی است.
این انجمن سالانه جوایز مختلفی به پایان نامه‌های برتر در زمینه‌های مختلف الکتروشیمی اعطا می‌کند که از اعتبار بالای آکادمیک برخوردار است.